# Tekanpur
Tekanpur is een census town in het district Gwalior van de Indiase staat Madhya Pradesh. 

## Demografie
Volgens de Indiase volkstelling van 2001 wonen er 12819 mensen in Tekanpur, waarvan 67% mannelijk en 33% vrouwelijk is. De plaats heeft een alfabetiseringsgraad van 78%. 